# География Техаса
География Техаса очень обширна и разнообразна. Штат является вторым по величине в США после Аляски, занимая примерно 7% воды и суши от общей площади территории государства. Техас является самым южным штатом, на котором располагается часть Великих равнин, заканчивающихся у горной системы Восточная Сьерра-Мадре в Мексике. Штат находится на юге США и причисляется как к южному, так и к юго-западному регионам США.
Жители штата обычно подразделяют Техас на Северный, Восточный, Центральный, Южный и Западный (иногда также выделяя Техасский выступ). Однако, согласно техасскому альманаху штат состоит из четырёх основных регионов: Примексиканская низменность, Внутренние низменности, Великие равнины и Регион переменных высот США и Мексики. Таким образом Техас является примером различных социально-экономического и физического деления. Социально-экономическое деление, возможно, явилось следствием права Техаса на разделение на несколько территорий числом до пяти, полученного при аннексии.
Север, восток и центр Техаса чаще относят к Югу США, в то время как запад и юг штата относят к Юго-западу. Техасский выступ, по мнению многих, имеет больше общего со Средним Западом, чем с Югом или Юго-западом. Размер штата не позволяет легко классифицировать штат целиком как по географическому принципу, так и экономическому и даже культурному.

## Климат
Континентальный, горный и субтропический являются тремя основными типами климата Техаса. На большей части штата доминирует субтропический климат. Ежегодная норма осадков на территории Техаса колеблется от 1538 миллиметров в округе Джаспер на востоке штата до 240 мм. в Эль-Пасо. Рекордно высокая температура 120 °F (49 °C) зафиксирована в Симоре 12 августа 1936 года, а также в Монахансе 28 июля 1994 года. Рекордно низкая температура −23 °F (−31 °C) была зафиксирована в Тулии 12 февраля 1899 года и в Семиноле 8 февраля 1933.

## Физическая география
Общая площадь территории, занимаемой Техасом составляет 268 581 квадратная миля (695 622 км2). Самый длинный прямой отрезок (1289 км) можно провести от северо-запада техасского выступа до реки Рио-Гранде неподалёку от Браунсвилла. Расстояние от самого западного города (Эль-Пасо) до самого восточного (Ориндж) составляет 1226 км. Штат настолько большой в ширину, что расстояние от Эль-Пасо до Сан-Диего в Калифорнии короче, чем расстояние от Эль-Пасо до техасского города Бомонт на границе с Луизианой. В свою очередь, Бомонт находится ближе к городу Джэксонвилл во Флориде, чем к Эль-Пасо. А Тексаркана находится ближе к Чикаго, чем к Эль-Пасо, а Далхарт на юго-западе штата ближе к столицам Канзаса, Небраски, Колорадо, Нью-Мексико, Оклахомы и Вайоминга, чем к Остину.
Географический центр Техаса находится примерно в 24 километрах от города Брейди на севере округа Мак-Калох. Самой высокой точкой Техаса является гора Гуадалупе, высота которой составляет 2667 метров над уровнем моря, нижним уровнем является уровень моря на побережье Мексиканского залива. В Техасе находятся 5 лесов штата и 115 парков штата, общая площадь которых составляет около 2428 км². На территории штата протекает около 3700 ручьёв, имеющих название и 15 основных речных систем. Общая протяжённость водных путей составляет около 307 000 км, большинство рек впадает в один из семи эстуариев, поддерживая более 212 водохранилищ.
Региональная классификация Техаса затрудняется наличием в штате 10 климатических регионов, 14 типов почвы и 11 экологических регионов.

### Прибрежные Равнины
Примексиканская низменность простирается от Мексиканского залива до разлома Балконес. Большая территория включает в себя барьерные острова Техаса, пролегает от Париса до Сан-Антонио и Дель-Рио и богата разнообразной растительностью. Ежегодно здесь выпадает примерно 508—1480 миллиметров осадков, которые пополняют эстуарии и марши. Прибрежные земли состоят из песчаников и дюн, лугов, дубовых рощ и солончаков. На прибрежных равнинах находятся национальные парки Биг-Тикет, побережье острова Падре и поле битвы Пало-Альто.

### Северо-Центральные Равнины
Северо-центральные равнины ограничены обрывом Кэпрок с запада, плато Эдуардс на юге и лесами на востоке. Территория также включает города и пригороды Абилин и Уичито-Фолс, леса к западу от города Форт-Уэрт и к востоку от Далласа. На территории ежегодно выпадает от 890 до 1300 мм осадков, питающих дубовые, гикориевые, вязевые ниссовые леса. Почва варьируется от песчаников до жёсткой глины и глинистого сланца.

### Великие Равнины
Великие Равнины включают в себя Льяно-Эстакадо, Техасский выступ, плато Эдуардс и возвышенность Льяно. Территория находится к западу от обрыва Кэпрок в районе выступа и к северо-западу от разлома Балконес. В регионе располагаются города Сан-Анджело, Мидленд, Одесса, Лаббок и Амарилло. Между Великими Равнинами и Примексиканской низменностью, в районе разлома Балконес находится холмистая местность под называнием Хилл-Кантри. В регионе, покрытом в основном кустарниками и лугами, выпадает от 380 до 790 мм осадков в год. Также здесь находятся парк Кэпрон-Кэньонс и каньон Пало-Дуро. На юге Великих Равнин в Техасе и востоке штата Нью-Мексико находится самое большое число сухих озёр — около 22 000.
Техасское черноземье было одним из первых регионов, освоенных фермерами. Территория высоко экспансивной глины тёмной окраски, получившей название Хьюстон Блэк, занимает примерно 6000 км² от Далласа до Сан-Антонио. Профессиональная ассоциация почвоведов Техаса рекомендовало законодательным властям штата признать Хьюстон Блэк почвой штата. Такой тип почвы был официально признан в 1902 году. На территории находятся национальный исторический парк Линдона Джонсона и Национальный исторический парк миссий Сан-Антонио.

### Горы и бассейны рек
В регионе Транс-Пекос выпадает менее 300 мм осадков в год. Регион находится на самом западе Техаса, западнее реки Пекос и начинается с гор Дэвис и ограничен рекой Рио-Гранде на юго-западе. Транс-Пекос считается единственным горным районом Техаса, на его территории расположены шесть пиков выше 2400 метров (8000 футов). Являясь самым сложным природным регионом, он включает в себя песчаные холмы, плато Стоктон, пустынные долины, лесистые склоны гор и пустынные пастбища. В регионе насчитывается не менее 268 видов травянистых и 447 видов древесных растений. На территории региона находится ряд национальных парков: зона отдыха Эмистад, парк Биг-Бенд, мемориал Чемисал, Форт-Дэвис, парк Гуадалупе-Маунтинс и живописный участок реки Рио-Гранде. Часть этого региона принадлежит к пустыне Чиуауа.

## Геология
В Техасе преобладают осадочные горные породы, с более молодыми пластами мелового периода на востоке штата вплоть до батиальной зоны в Мексиканском заливе. Эта последовательность построен на вершине зоны Аппалачи — Уошито — Марафон возникшей в каменноугольный период в результате коллизии континентов, когда из рифта созданного в юрский период образовался Мексиканский залив. К западу от образованных складок, за линией Даллас — Уэйко — Остин —   Сан-Антонио находятся отложения пермского и триасового периодов. Нефть залегает в породах мелового периода на востоке, породах пермского периода на западе, и также в шельфе Мексиканского залива. В центральной и западной частях штата можно найти несколько выходов докембрийских магматических и метаморфических горных пород, а ещё дальше на западе в регионе Биг-Бенд попадаются вулканические породы Олигоцена. Слой пород периода Миоцен, известный также под называнием Огаллала в западных возвышенностях является важным водоносным горизонтом. Техас не имеет ни активных ни спящих вулканов и пережил несколько землетрясений, находясь далеко от границ активных тектонических плит. Район Биг-Бенд является наиболее сейсмически активным, однако, область является малонаселённой и разрушения и ранения при землетрясениях являются минимальными. В Техасе нет известных смертельных случаев связанных с землетрясениями

## Ресурсы
Техас богат природными ресурсами и является крупнейшим сельскохозяйственным и промышленным штатом. Штат является главным поставщиком нефти, крупного рогатого скота, овец и хлопка. Техас также производит птицу, яйца, молочные продукты, продукты из теплиц и питомников, пшеницу, сено, рис, сахарный тростник, арахис, а также ряд фруктов и овощей.
- Породы, богатые битумом добывают в основном из пластов мелового периода в округах Бехар, Бернет, Кинни, Ювалде и некоторых других.
- Цемент в данный момент производится в округах Бехар, Комал, Даллас, Эктор, Эль-Пасо, Харрис, Хэйс, Мак-Леннан, Нолан, Нуэсес, Поттер, и Тэррант. Исторически техасский цемент составлял 10% от общего производства цемента в стране.
- Из-за обилия различных типов глины, Техас является одним из ведущих производителей глин.
- Каменный уголь добывается преимущественно в округах Коулман, Истланд, Эрат, Джек, Мак-Калох, Монтегю, Пало-Пинто, Паркер, Трокмортон, Уайз и Янг. Бурый уголь добывается преимущественно в прибрежных равнинах.
- Плавиковый шпат или флюорит является важным промышленным минералом, используемый в производстве стали, алюминия, стекла и фторуглеродов. Он добывается в нескольких населенных пунктах в регионах Транс-Пекос и Льяно.
- Драгоценные камни также являющиеся важными минералами в Техасе представлены следующими породами: агат, яшма, киноварь, флюорит, топаз, кальцит, опал, окаменелое дерево и тектит.

- Залежи графита находятся в регионе Льяно и ранее добывались в округе Бернет.
- Гуано летучих мышей можно найти в пещерах в районе плато Эдуардс, регионе Транс-Пекос и, в меньшей степени, в центральном Техасе.
- Гипс активно добывается в Техасе, в основном в Пермском бассейне в округах Гиллеспи и Менар, а также на соляных куполах Мексиканского залива в округах Харрис и, ранее, Брукс.
- Техас является ведущим производителем гелия, добываемого исключительно из газового поля Клиффсайд вблизи Амарилло.
- Залежи железной руды присутствуют на северо-востоке Техаса, а также в небольшом количестве в центральной части штата.
- Лантаниды обычно называют редкоземельными элементами. Несколько таких редкоземельных элементов сконцентрированы в риолитовых и связанных с ними магматическими породами в районе Транс-Пекос. Залежи содержащие несколько редкоземельных минералов имелись на холме Бэррингер в округе Льяно, но потом они были затоплены водами озера Бьюкенен.
- Известняком богаты многие районы Техаса. Установки для производства извести в настоящее время работают в округах Бехар, Боске, Бернет, Комал, Деф-Смит, Хилл, Джонсон, Нуэсес и Трэвис.
- Хлорид магния, сульфат магния и другие минеральные соли присутствуют в верхнем Пермском бассейне и в сухих озёрах Высоких Равнин.
- Марганец имеется в докембрийских породах в округах Мейсон, Льяно, Вал-Верде, Джефф-Девис и Диккенс.
- Слюда присутствует в докембрийских пегматитах в регионе Льяно.
- Опал можно найти на территории Примексиканской низменности.
- Поваренная соль в больших количествах находится в соляных куполах в Примексиканской низменности, а также с другими эвапоритами в Пермском бассейне на западе Техаса и рядом с городом Гранд-Салин[англ.].
- Песок, использующийся для промышленных целей, есть в прибрежных равнинах Техаса, в восточном Техасе, в северо-центральной и центральной частях штата.
- Открытие серебра в Техасе некоторыми приписывается францисканцам, которые обнаружили и управляли шахтами вблизи Эль-Пасо около 1680-х годов. Документально подтверждённое производство серебра началось в конце 1880-х на шахте Пресидио в одноимённом округе. С 1885 по 1955 год Техас произвёл 32 663 405 тройских унций серебра.
- Сера содержится в верхних твёрдых слоях соляных куполов в Примексиканской равнине, а также в пластовых отложениях пермского периода в Транс-Пекос Техас.
- В прошлом в округах Атаскоса, Гонзалес, Карнс и Лив-Оак добывался уран. На данный момент все урановые шахты закрыты, добыча в Техасе прекращена.[15]
- В последнее время повышенное внимание уделяется шельфу Барнетт[англ.], находящемуся в районе Форт-Уэрт и содержащему запасы природного газа. В настоящее время продолжаются разговоры о большом риске при разработке такого типа месторождений.

## Внешние ссылки
- Официальный сайт штата Техас.
- TNRIS — Информационная система природных ресурсов Техаса.
- Big Bend National Park in context of earth's history (PDF).